# Saint-Jean-d'Avelanne
Saint-Jean-d'Avelanne és un municipi francès situat al departament de la Isèra i a la regió d'Alvèrnia-Roine-Alps. L'any 2007 tenia 786 habitants.

## Demografia

### Població
El 2007 la població de fet de Saint-Jean-d'Avelanne era de 786 persones. Hi havia 310 famílies de les quals 80 eren unipersonals (31 homes vivint sols i 49 dones vivint soles), 102 parelles sense fills, 110 parelles amb fills i 18 famílies monoparentals amb fills.
La població ha evolucionat segons el següent gràfic:
Habitants censats

### Habitatges
El 2007 hi havia 364 habitatges, 317 eren l'habitatge principal de la família, 28 eren segones residències i 19 estaven desocupats. 359 eren cases i 3 eren apartaments. Dels 317 habitatges principals, 271 estaven ocupats pels seus propietaris, 43 estaven llogats i ocupats pels llogaters i 3 estaven cedits a títol gratuït; 7 tenien dues cambres, 46 en tenien tres, 97 en tenien quatre i 167 en tenien cinc o més. 257 habitatges disposaven pel capbaix d'una plaça de pàrquing. A 156 habitatges hi havia un automòbil i a 136 n'hi havia dos o més.

### Piràmide de població
La piràmide de població per edats i sexe el 2009 era:
| Homes | Edats   | Dones |
| ----- | ------- | ----- |
| 0     | 95 o +  | 0     |
| 0     | 90 a 94 | 0     |
| 0     | 85 a 89 | 0     |
| 8     | 80 a 84 | 12    |
| 16    | 75 a 79 | 8     |
| 20    | 70 a 74 | 24    |
| 28    | 65 a 69 | 32    |
| 8     | 60 a 64 | 20    |
| 4     | 55 a 59 | 16    |
| 32    | 50 a 54 | 20    |
| 16    | 45 a 49 | 16    |
| 8     | 40 a 44 | 24    |
| 32    | 35 a 39 | 24    |
| 8     | 30 a 34 | 8     |
| 32    | 25 a 29 | 24    |
| 24    | 20 a 24 | 20    |
| 24    | 15 a 19 | 28    |
| 16    | 10 a 14 | 12    |
| 20    | 5 a 9   | 24    |
| 8     | 0 a 4   | 12    |

## Economia
El 2007 la població en edat de treballar era de 464 persones, 341 eren actives i 123 eren inactives. De les 341 persones actives 309 estaven ocupades (165 homes i 144 dones) i 32 estaven aturades (11 homes i 21 dones). De les 123 persones inactives 53 estaven jubilades, 28 estaven estudiant i 42 estaven classificades com a «altres inactius».

### Ingressos
El 2009 a Saint-Jean-d'Avelanne hi havia 342 unitats fiscals que integraven 872 persones, la mediana anual d'ingressos fiscals per persona era de 16.828 €.

### Activitats econòmiques
Dels 22 establiments que hi havia el 2007, 2 eren d'empreses de fabricació d'altres productes industrials, 7 d'empreses de construcció, 6 d'empreses de comerç i reparació d'automòbils, 2 d'empreses d'hostatgeria i restauració, 2 d'empreses immobiliàries, 2 d'empreses de serveis i 1 d'una entitat de l'administració pública.
Dels 7 establiments de servei als particulars que hi havia el 2009, 1 era un taller de reparació d'automòbils i de material agrícola, 3 fusteries i 3 lampisteries.
L'any 2000 a Saint-Jean-d'Avelanne hi havia 17 explotacions agrícoles que ocupaven un total de 204 hectàrees.

## Equipaments sanitaris i escolars
El 2009 hi havia una escola elemental integrada dins d'un grup escolar amb les comunes properes formant una escola dispersa.

## Poblacions més properes
El següent diagrama mostra les poblacions més properes.